# غيوي
غيوي (بالفارسية: گیوی) هي إحدى المدن الصغيرة في إيران في محافظة أردبيل، وهي مركز مقاطعة الكوثر. عام 2006 كان عدد سكان المدينة حوالي 6805 نسمة.

## مارجع
1. 1 2 3  "جمعیت به تفکیک تقسیمات کشوری" (بالفارسية). اطلع عليه بتاريخ 2023-10-29.
2. ↑  
أطلس گیتاشناسی استان‌های ایران، تهران: مؤسسه جغرافیایی و کارتوگرافی گیتاشناسی، 1383 خ.